# 鬼影特攻：以暴制暴
《鬼影特攻：以暴制暴》（英語：6 Underground）是一部2019年美國動作片，由麥可·貝執導，保羅·韋尼克及雷特·瑞斯撰寫劇本。主演陣容包括萊恩·雷諾斯、梅蘭妮·蘿倫、馬奴·賈西亞-魯爾福、班·哈迪、安卓·亞霍娜、柯瑞·霍金斯、里奧·拉茲、佩曼·莫阿迪和戴夫·法蘭科。劇情講述六名身懷絕技的人在假死後，加入由億萬富翁成立的地下特務團隊，以自願對抗危害世界的凶惡獨裁者。該片由天空之舞傳媒和白金沙丘共同製作，2019年12月13日在Netflix上發行。

## 劇情
美國億萬富翁兼慈善家馬格尼特·S·強森見證了虛構的中亞國家突尼斯坦（Turgistan）殘酷政權的恐怖四年後，透過發明釹磁鐵而發家致富，並利用飛機失事偽造自己的死亡，成立了一支匿名的私刑特務團隊來取締世界上難以被捕的罪犯和恐怖分子。強森自稱為一號，招募了另外五個人來放棄他們的過去並加入他的事業，每個人都給了與他自己相似的編號暱稱：二號（間諜）、三號（殺手）、四號（跑酷家兼小偷）；五號（醫生）；六號（車手）；他們統稱為「鬼影」（ghosts）。
鬼影在義大利佛罗伦萨的第一次任務中，拜訪了突尼斯坦最高階級四將軍的律師，利用對方的眼珠子獲取四將軍的訊息。在黑手黨和義大利警察的追捕下，團隊駕駛一輛阿爾法羅密歐朱利亞昆德利佛利歐幾乎穿越整座城市，即使團隊成功逃脫，但六號身亡。一號決定再找一人加入團隊。
三角洲部隊的前狙擊手布蘭在阿富汗的任務中倖存並返國，但因被命令不能拯救喪生的弟兄而內疚。一號招募了布蘭，說服他假死並改名為七號。鬼影的目標為推翻突尼斯坦獨裁者羅瓦克·阿勒莫夫，並扶持堅信民主的領導者兼羅瓦克的弟弟穆拉特上位。在過去，還是中央情報局間諜的二號曾不情願地抓住了穆拉特，並將他交還給了羅瓦克，使穆拉特遭哥哥監禁。
鬼影在拉斯維加斯刺殺了羅瓦克的四將軍，得知了穆拉特的位置，並成功地將穆拉特從他在香港的頂層藏身處中解救出來。在營救過程中，四號被羅瓦克的手下達奇克抓住並遭毒打；七號不願意接受一號「任務位居首位」的理念，而是遵循他的個人理念，永不讓隊友掉隊。七號無視一號的抗議，在大街上槍殺了達奇克，救了四號一命。之後，七號說服除了一號之外的所有人透露他們的真實姓名。
在突尼斯坦，一號透過在羅瓦克向全國發表公開演講期間駭入國營電視台，並為穆拉特提供傳播民主訊息所需的平台來啟動政變計劃。穆拉特的即興演講激起了市民的反抗，危機四伏的城市迫使羅瓦克撤離到私人遊艇上，並企圖使用VX毒氣抵抗暴動。鬼影襲擊了遊艇，一號啟動了一項磁脈衝發明，使守衛失去了行動能力。當遊艇被困在海中央、四號遭再次處於致命危險中時，一號選擇拯救四號而非抓住羅瓦克。羅瓦克搭乘直升機逃跑，卻發現已經被穆拉特和鬼影徵用；他們最後將羅瓦克扔至難民營，放任他遭憤怒的難民圍毆致死。
革命後，穆拉特成為突尼斯坦的新總統，鬼影分道揚鑣，直到確定下一個任務。二號和三號開始交往，並與三號的母親相見；四號和五號一起去攀岩；一號和七號前往回到紐約市。七號把槍扔進了附近的河裡，但留下了最後一顆子彈；一號在遠處看著在假死之前所愛的女人亞莉安娜及其年幼的兒子玩耍，得知自己擁有了孩子。

## 演員
- 萊恩·雷諾斯飾演馬格尼特·S·強森／一號（Magnet S. Johnson / One，億萬富翁）
- 梅蘭妮·蘿倫飾演卡蜜兒／二號（Camille / Two，中情局幽靈）
- 馬奴·賈西亞-魯爾福飾演哈維爾／三號（Javier / Three，職業殺手）
- 班·哈迪飾演比利／四號（Billy / Four，跑酷大師）
- 安卓·亞霍娜飾演艾蜜莉雅／五號（Amelia / Five，醫生）
- 戴夫·法蘭科飾演蓋／六號（Guy / Six，車手）
- 柯瑞·霍金斯飾演布蘭／七號（Blaine / Seven）
- 里奧·拉茲（英语：Lior Raz）飾演羅瓦克·阿勒莫夫（Rovach Alimov）
- 佩曼·莫阿迪（英语：Payman Maadi）飾演穆拉特·阿勒莫夫（Murat Alimov）
- 尤里·科洛科利尼科夫（英语：Yuri Kolokolnikov）飾演巴沙·齊亞（Baasha Zia）
- 金·寇特（英语：Kim Kold）飾演達奇克（Daqeeq）
- 詹姆士·莫瑞飾演卡萊布（Caleb）
- 艾琳娜·魯斯科尼（Elena Rusconi）飾演亞莉安娜（Arianna）
- 朗·方雀斯（英语：Ron Funches）飾演葬禮演講者

## 製作
2018年3月7日，據報導，麥可·貝將根據雷特·瑞斯和保羅·韋尼克創作的劇本來執導動作片《鬼影特攻：以暴制暴》，該片由天空之舞傳媒的大衛·艾利森、達娜·戈柏（Dana Goldberg）與唐·格蘭傑連同貝的白金沙丘共同製作。2018年5月，《鬼影特攻：以暴制暴》的發行權被Netflix買下，且定由萊恩·雷諾斯擔任主演。2018年7月，據報導，演員戴夫·法蘭科、馬奴·賈西亞-魯爾福、安卓·亞霍娜、柯瑞·霍金斯、班·哈迪和里奧·拉茲都將參演該片。2018年8月，梅蘭妮·蘿倫及佩曼·莫阿迪也確認加入演出。
主體拍攝於2018年7月30日起在美國洛杉磯、義大利的佛羅倫斯、羅馬、塔蘭托、西恩納、弗拉斯卡蒂及阿拉伯聯合大公國的艾因、香港、阿布扎比、利瓦綠洲、拉斯海瑪和沙迦進行。拍攝作業於2018年12月5日結束。

## 發行
《鬼影特攻：以暴制暴》2019年12月13日在Netflix上全球發行。

## 反響
《鬼影特攻：以暴制暴》在影評界獲得口碑不佳。電影在爛番茄上根據41條評論，持有32%的新鮮度，平均得分4.8／10。而Metacritic根據22條評論，電影獲得了41分，象徵「好壞兩極的評價」。

## 外部連結
- 互联网电影数据库（IMDb）上《鬼影特攻：以暴制暴》的资料（英文）
- 豆瓣电影上《鬼影特攻：以暴制暴》的資料 （简体中文）